# 카지미에시 4세
카지미에시 4세 야기엘론치크(폴란드어: Kazimierz IV Jagiellończyk, 리투아니아어: Kazimieras IV Jogailaitis 카지미에라스 요가일라이티스, 1427년 11월 30일 ~ 1492년 6월 7일)는 리투아니아 대공국의 대공(1440~1492)을 겸한 폴란드 왕국의 국왕(1447~1492)이다. 고집있는 정책으로 폴란드와 리투아니아 간의 정치적 연합을 보호하고 폴란드의 잃은 땅들을 회복하는 데 추구하였다. 그의 통치의 위대한 승리는 1466년 튜튼 기사단의 최후적 종속이었다.
크라쿠프에서 브와디스와프 2세와 4번째 왕비 조피야 홀샨스카 사이에 2번째 아들로 태어났다. 그가 태어날 무렵 부왕이 75세였고, 그보다 3살 많은 형 브와디스와프 3세가 왕위에 오르기를 기대되었다. 카지미에시는 왕위 계승하는 데 2번째였고, 형이 부왕의 뒤를 이은 1434년에 법적의 상속인이 되었다. 이상하게도 교육을 제대로 받지 못한 카지미에시는 1440년 리투아니아 대공 지기만타스 켕스투타이티스가 살해당하자, 형에 의하여 빌노에 총독 대행으로 보내졌다. 그러나 그를 편리한 연장으로 이용하길 원하는 귀족들이 이끄는 쿠데타에 의하여 동년 6월 29일 대공으로 선언되었다.
그 반란은 리투아니아와 폴란드 사이의 제휴를 섬기었으나, 투르크의 군대와 싸운 바르나 전투(1444년 11월 10일)에서 브와디스와프 3세가 사망한 후 복구되었다. 폴란드인들이 새 국왕을 선출할 후보가 카지미에시 밖에 없었다. 경험이 부족함에도 불구하고 그의 새 권력을 휘두르는 것을 알았으며, 결국 1447년 6월 25일에 폴란드 왕위에 올랐다.
1454년 합스부르크의 엘리자베트와 결혼하였다. 이 합스부르크와 야기에우워 왕가의 첫 연결은 양측에겐 유리하게 조건을 더하였다. 1456년과 1483년 사이에 태어난 그녀의 6명의 아들과 7명의 딸들을 가진 엘리자베트가 "야기에우워의 어머니"로 불렸다. 이 점에서 그는 더욱 성공하였다. 그의 맏아들 브와디스와프는 보헤미아(1471년)와 헝가리 왕국(1490년)의 왕이 되었고, 다른 아들들은 리투아니아와 폴란드의 왕좌에 올랐고, 하나는 대주교, 후에 추기경이 된다. 5명의 딸들은 모두 독일의 왕자들과 결혼하였다.
엘리자베트와 결혼한 같은 해에 튜튼 기사단에 대항하는 프로이센 동맹이 그에게 접근할 때, 프로이센의 지방들을 폴란드 왕국의 보호국으로 갈라지게 하였다. 13년 전쟁이 일어나자, 카지미에시와 프로이센 동맹은 튜튼 기사단을 꺾고, 그들의 수도 마리엔부르크를 차지하였다. 1446년 2차 토룬 조약을 채결하여 기사단은 분리된 서부 프로이센에서 폴란드의 주권을 인정하였다.
1492년 6월 7일 64세의 나이로 현재 벨라루스에 있는 흐로드나 성에서 사망하였다. 사후 크라쿠프에 있는 바벨 대성당에 안치되었다.

## 같이 보기
- 리투아니아의 역사